# 調布市グリーンホール
調布市グリーンホール（ちょうふしグリーンホール）は、東京都調布市が設置する多目的ホール。建物の正式名称は調布市市民福祉会館。文化施設「グリーンホール」と、調布市総合福祉センターを併設している。
グリーンホールの施設管理運営は「調布市せんがわ劇場」「調布市文化会館たづくり」とともに、公益財団法人調布市文化・コミュニティ振興財団が行う。総合福祉センターは調布市社会福祉協議会が使用している。

## 概要
第4代調布市長・本多嘉一郎の在任中に、京王線・相模原線調布駅前（調布市役所旧庁舎の跡地）に建設され、1977年に開館した。杮落としの記念公演として、NHK交響楽団の演奏会、松竹大歌舞伎、NHKのど自慢などが開催された。
近隣に日活調布撮影所や角川大映スタジオといった映画スタジオが所在することから、『日本フィルハーモニー物語 炎の第五楽章』『Wの悲劇』などの映画やテレビドラマの舞台シーンのロケーション撮影も行われている。
毎春、東京都交響楽団の調布シリーズの演奏会が開催される。そのほか、調布市の成人式、各種コンサートや映画上映会、落語公演などで使用されている。毎年2月の初め頃に明星学園高等学校（三鷹市）の音楽祭が行われる。
「グリーンホール」の名称にちなみ、大ホールの座席の色は緑色となっている。

## 施設
- 大ホール：1,307人
- 小ホール：最大300人

## 改修工事
1977年に竣工した建物であるため、老朽化により何回か改修工事が行われている。
2000年に大改修を行った。2013年12月から2014年7月にかけて、大ホールの舞台照明装置と舞台機構装置の取り替え増強工事を実施した。
2022年1月11日から3月31日まで、グリーンホール改修工事に伴い、大ホール・小ホールの利用停止。

## フランス料理店「スリジェ」閉店
グリーンホール1階には、地元のフランス料理店「スリジェ (CERISIER) 」が店舗を構え、コンサートなどの来場客や近隣住民に親しまれていたが、新型コロナウイルス感染症の流行による緊急事態宣言の発令に伴い、グリーンホールが休業となったためレストランも休業を余儀なくされた。その影響で同店は2020年5月31日をもって閉店し、45年の歴史に幕を閉じた。新型コロナウイルス感染症の影響による老舗レストランの閉店はマスメディアにも取り上げられた。
なお、同店は調布駅北口にもフランス菓子店「サロン・ド・テ・スリジェ」を出店していたが、そちらは2017年3月14日に閉店している。

## 駅前再開発とグリーンホール

### 調布駅前公園（タコ公園）撤去
京王線調布駅付近連続立体交差事業による調布駅の地下化に伴い、駅前再開発事業が進められている。駅前広場の整備工事の進展に伴い、グリーンホール入口前にあった「調布駅前公園」の遊具が撤去されたが、この公園はタコの形をした赤い滑り台があったことから「タコ公園」と呼ばれていた。
同公園には、第6代市長の吉尾勝征が1991年に設置したからくり時計「平和と文化のモニュメント」もあった。故障後に部品がなく修理できなかったため、末期は作動していなかったが、これも再開発工事のため撤去された。
その後、駅前広場整備工事の進展に伴い、グリーンホールの近隣にあった民間のビルが解体されるなど、建物周辺は姿を変えつつある。

### ホール建て替え・総合福祉センター移転計画
調布駅前広場の整備に合わせて、グリーンホールの建て替えが検討されている。
またこれと並行して、京王多摩川駅周辺でも駅前再開発事業が予定されており、駅周辺の「駅前総合拠点地区」（京王フローラルガーデンANGE跡地）に総合福祉センターを移転する計画もある。

## 備考
1970年代から1980年代のアイドル全盛時代には『スター誕生!』『カックラキン大放送!!』『ガキの使いやあらへんで』など、テレビ・ラジオの音楽・バラエティ番組の公開収録に多数使用されていた。1978年10月7日には南沙織の引退公演が開催された。1979年1月には山口百恵が『カックラキン大放送!!』の公開収録のため来館し、収録後の『ザ・ベストテン』の生放送に出演の際に、ちょうど20歳の誕生日の直後であったことから、会館の庭に桃の木の記念植樹を行っている。